# Premi austríac de literatura europea
El Premi Austríac de Literatura Europea (Österreichischer Staatspreis für Europäische Literatur), també conegut com el Premi Europeu de Literatura (Europäischer Literaturpreis), és un premi literari atorgat a Àustria lliurat pel Ministeri Federal d'Educació i Arts als escriptors europeus. Establert a Viena el 1965, el premi lliura una valor monetari de 25.000€ (2007).

## Guardonats
- 2021 : László Krasznahorkai
- 2020 : Drago Jancar
- 2019 : Michel Houellebecq
- 2018 : Zadie Smith
- 2017: Karl Ove Knausgård
- 2016: Andrej Stasiuk
- 2015: Mircea Cărtărescu
- 2014: Lyudmila Ulitskaya
- 2013: John Banville
- 2012: Patrick Modiano
- 2011: Javier Marías
- 2010: Paul Nizon
- 2009: Per Olov Enquist
- 2008: Agota Kristof
- 2007: A. L. Kennedy
- 2006: Jorge Semprún
- 2005: Claudio Magris
- 2004: Julian Barnes
- 2003: Cees Nooteboom
- 2002: Christoph Hein
- 2001: Umberto Eco
- 2000: António Lobo Antunes
- 1999: Dubravka Ugrešić
- 1998: Antonio Tabucchi
- 1997: Jürg Laederach
- 1996: Aleksandar Tišma
- 1995: Ilse Aichinger
- 1994: Inger Christensen
- 1993: Txinguiz Aitmàtov
- 1992: Salman Rushdie
- 1991: Péter Nádas
- 1990: Helmut Heissenbüttel
- 1989: Marguerite Duras
- 1988: Andrzej Szczypiorski
- 1987: Milan Kundera
- 1986: Stanisław Lem
- 1984: Christa Wolf
- 1983: Friedrich Dürrenmatt
- 1982: Tadeusz Różewicz
- 1981: Doris Lessing
- 1980: Sarah Kirsch
- 1978: Simone de Beauvoir
- 1977: Fulvio Tomizza
- 1976: Italo Calvino
- 1975: Pavel Kohout
- 1974: Sándor Weöres
- 1973: Harold Pinter
- 1972: Peter Huchel
- 1971: Sławomir Mrożek
- 1970: Eugène Ionesco
- 1968: Václav Havel
- 1967: Vasko Popa
- 1966: W. H. Auden
- 1965: Zbigniew Herbert